# Joan Culleré i Ibars
Joan Culleré i Ibars (Barcelona, 24 de juny de 1916 - Lleida, 9 d'octubre de 1995) fou un polític català, militant d'Estat Català, el Front Nacional de Catalunya i Nacionalistes d'Esquerra.

## Biografia
De petit va marxar a viure a Lleida i va treballar en una ferreteria. El 1931 va afiliar-se a la Joventut Republicana de Lleida i participà en els fets del sis d'octubre de 1934, on fou ferit i detingut. Un cop alliberat, es va afiliar a Estat Català. Durant la guerra civil espanyola formà part del cos d'intendència i lluità a Albacete (1937) i a la batalla de l'Ebre amb Enrique Líster. El 1939 marxà cap a l'exili i fou internat als camps de Sant Cebrià de Rosselló i Agde. El 1943 es va unir al Front Nacional de Catalunya (FNC) i el 1948 tornà a Lleida, on fou l'enllaç del FNC a l'interior.
El 1971 participà en la fundació de l'Assemblea de Catalunya, on hi fou delegat del FNC i fou detingut el 1973. El 1979 fou un dels fundadors de Nacionalistes d'Esquerra. A les eleccions al Parlament de Catalunya de 1980 fou candidat de Nacionalistes d'Esquerra per la província de Lleida i a les eleccions al Parlament de Catalunya de 1984 ho fou per l'Entesa dels Nacionalistes d'Esquerra, però no fou escollit. El 1990 va rebre la Creu de Sant Jordi i el 1995 la Paeria li va atorgar la Medalla d'Argent de la Ciutat de Lleida. Un carrer de Lleida porta el seu nom.